# Neogea
Neogea là một chi nhện trong họ Araneidae.